# Туринское дерби

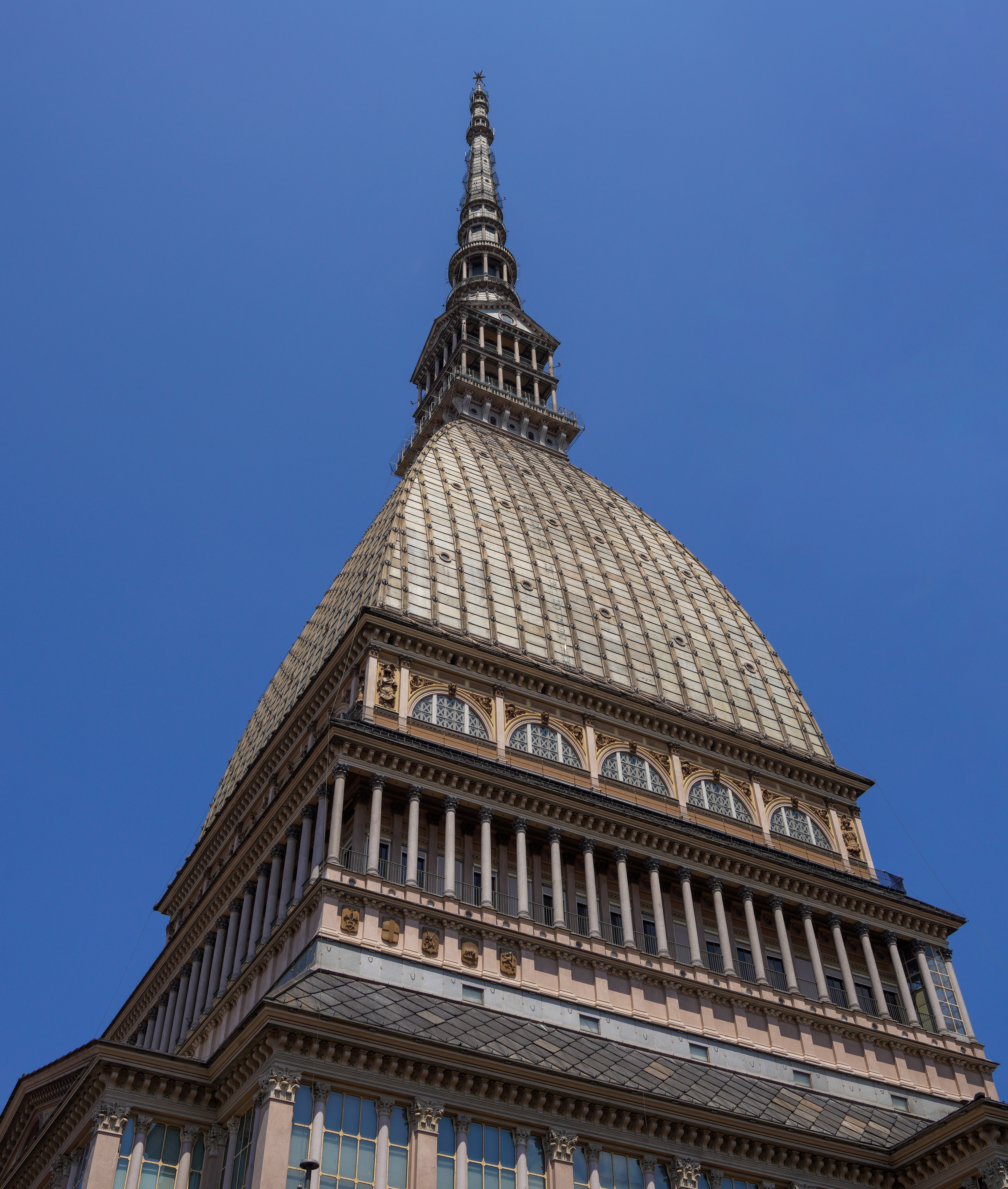
Символ Турина, Моле-Антонеллиана

Дерби делла Моле (итал. Derby della Mole), также известное как, как Туринское Дерби, название футбольных матчей между итальянскими футбольными клубами из Турина — «Ювентус» и «Торино». Встреча называется Дерби делла Моле в честь одного из самых известных символов Турина, Моле-Антонеллиана.

## История
Первая встреча состоялась 13 января 1907 года, когда в матче чемпионата Италии «Торино» встретился с «Ювентусом» на стадионе «Велодром Умберто I» и, благодаря голам Федерико Феррари Орси и Ганса Кемпера, одержал победу 2:1. Первая победа «Ювентуса» в дерби произошла 19 января 1909 года, когда «бьянконери» на «Корсо Себастополи Камп» обыграли соперника 3:1.
Отношения между болельщиками двух клубов практически с первых матчей стали достаточно сложными. Во время матчей и после их окончания зачастую происходили и происходят столкновения и беспорядки. В 1967 году после матча Серии А, который «Торино» выиграл 4:0, тифози «Ювентуса» в порыве гнева осквернили могилу легенды «Торино» Джиджи Мерони. Этот случай ещё больше усилил соперничество и ненависть между фанатами. 

В сезоне 2007/08 перед матчем произошли крупные беспорядки, в процессе которых пострадали двое полицейских и около 40 человек были арестованы. Множество автомобилей и витрин магазинов были разбиты и подожжены.
В Турине «Торино» более популярная команда и имеет больше болельщиков, чем соседи, но в свою очередь  — за «Ювентус» болеют во всех остальных районах Италии и ещё миллионы болельщиков по всему миру.

## Статистика
|                                   | Всего сыграно матчей | Победы Ювентус | Ничьи | Победы Торино | Голов забито Ювентус | Голов забито Торино |
| Serie A                           | 147                  | 70             | 42    | 35            | 226                  | 150                 |
| Первая категория (до 1922)        | 18                   | 2              | 5     | 11            | 26                   | 49                  |
| Национальный дивизион (1926—1929) | 8                    | 4              | 0     | 4             | 8                    | 10                  |
| Всего в чемпионате                | 173                  | 76             | 47    | 50            | 260                  | 209                 |
| Кубок Италии                      | 18                   | 9              | 5     | 4             | 26                   | 17                  |
| 1944 Чемпионат Северной Италии    | 4                    | 1              | 2     | 1             | 6                    | 9                   |
| Плей-Офф                          | 2                    | 0              | 1     | 1             | 0                    | 1                   |
| Кубок Федерации                   | 2                    | 2              | 0     | 0             | 6                    | 3                   |
| Всего (в официальных матчах)      | 199                  | 88             | 55    | 56            | 298                  | 239                 |